# Église Saint-Nicolas de Zaporijjia
Pour les articles homonymes, voir Église Saint-Nicolas.
L'église Saint-Nicolas de Zaporijjia  (en ukrainien : Церква святого Миколая) est un édifice religieux orthodoxe situé à Zaporijjia en Ukraine. Elle est classée comme monument national.

## Situation
L'église s'élève sur la rue Pichtchana, dans la partie occidentale de la ville de Zaporijjia, sur la rive droite du Dniepr.

## Voir aussi

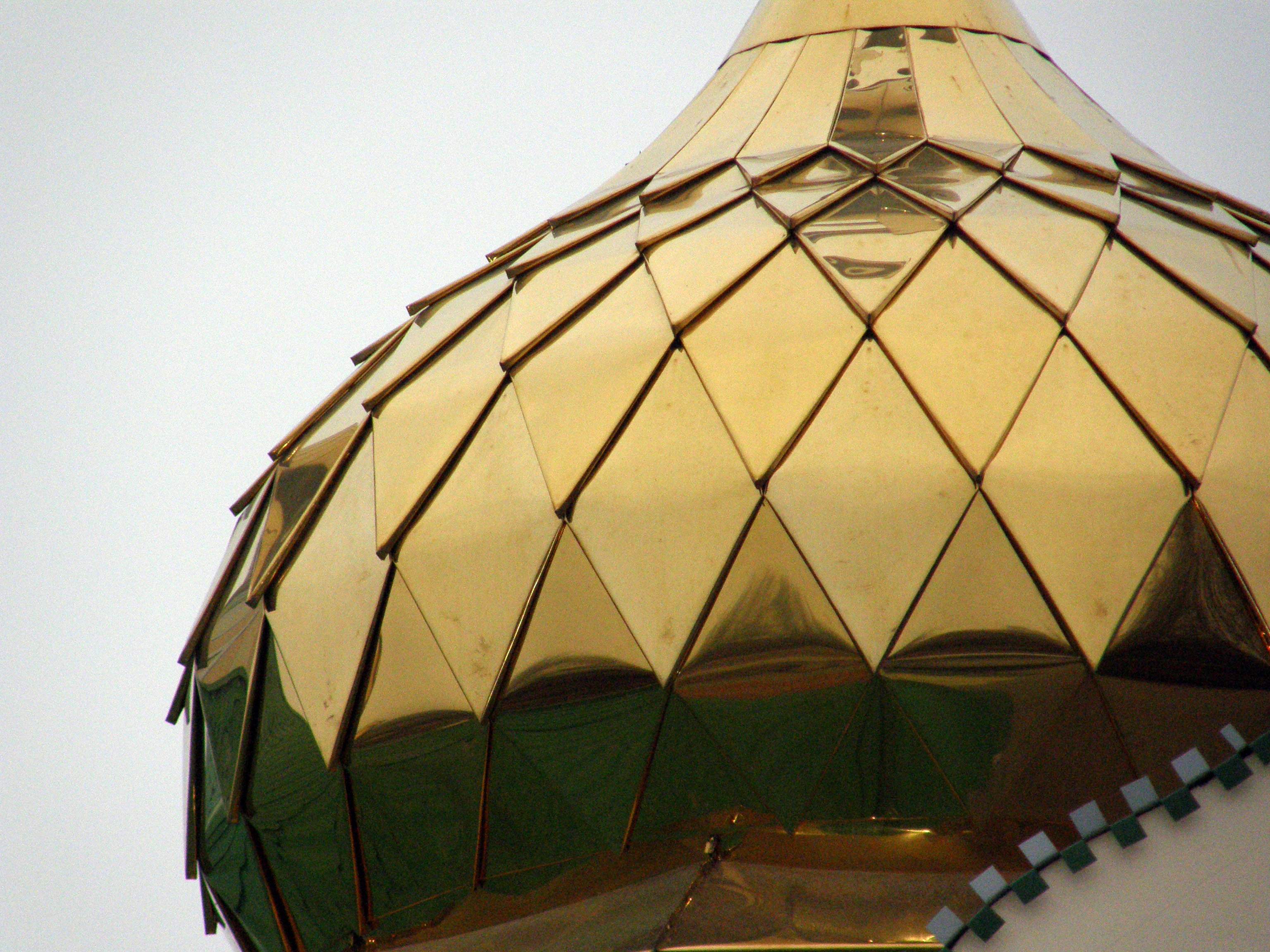
Coupole,
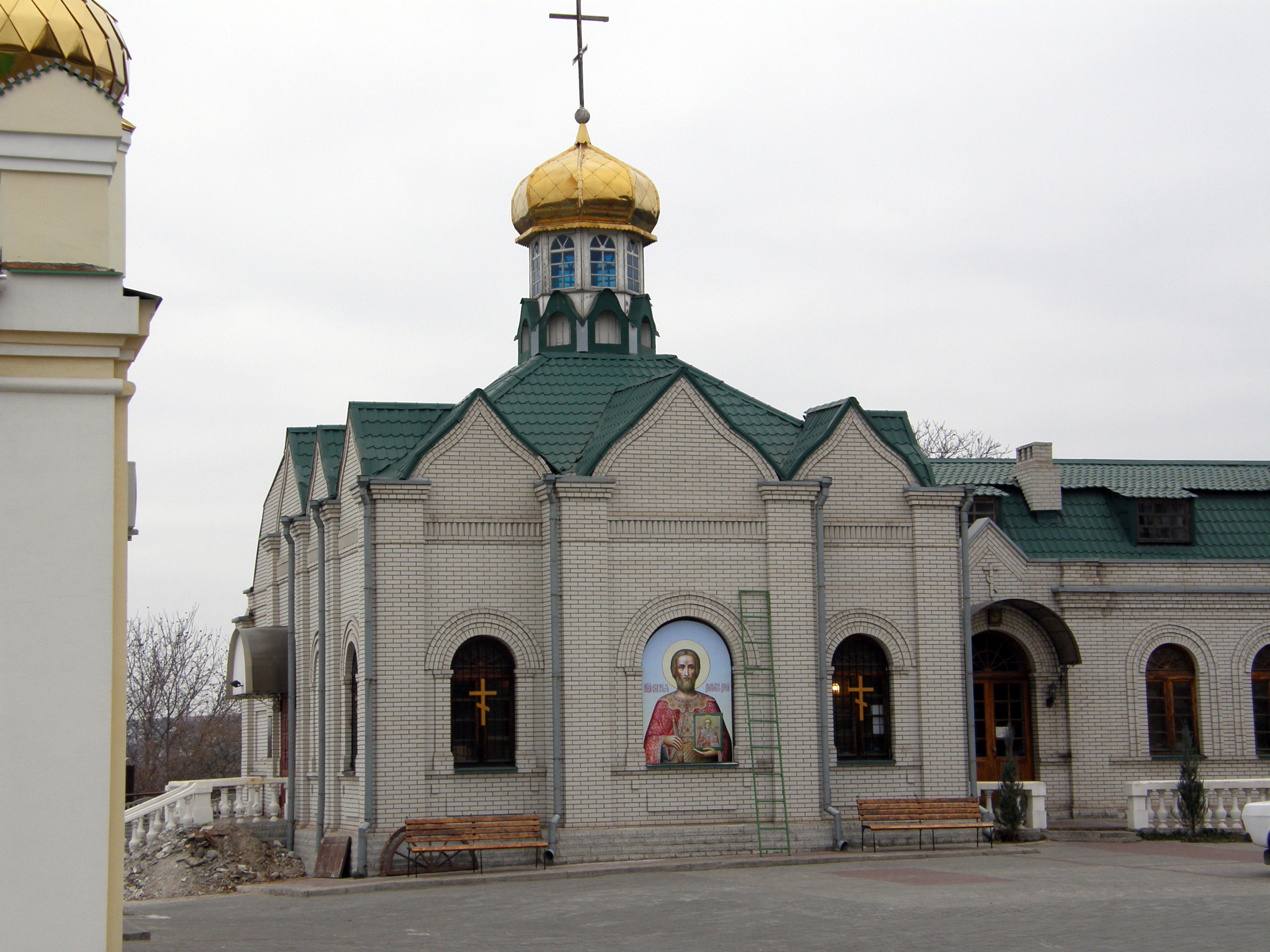
extérieur.